# 銀山川ダム
銀山川ダム（ぎんざんがわダム）は、山形県尾花沢市、一級河川・最上川水系銀山川に建設されたダム。銀山ダム（ぎんざんダム）ともいう。高さ21.3メートルの重力式コンクリートダムで、洪水調節を目的とする治水ダムである。

## 歴史
銀山川（ぎんざんがわ）は、山形県を流れる最上川水系の一級河川である。宮城県との境にそびえる半森山の西麓に端を発し、丹生川へと注ぐ。長さは3.6キロメートルである。
銀山川ダムは、1963年（昭和38年）度に完成した。放流設備としてクレスト部（天端付近）に自由越流型3門、下部に放流管2門を備える。現在は尾花沢市が管理している。

## 周辺
銀山川ダムは標高270メートルにあり、ダム湖（人造湖）の面積（湛水面積）は6ヘクタールである。周辺は山菜の宝庫であり、景観に優れる。コイやフナ、イワナ、ハヤ、ベニマス、ヤマメ、アブラハヤといった淡水魚が棲んでおり、釣り場としても知られる。
ダム付近には山形県道188号銀山温泉線が通っており、すぐ上流には銀山温泉がある。

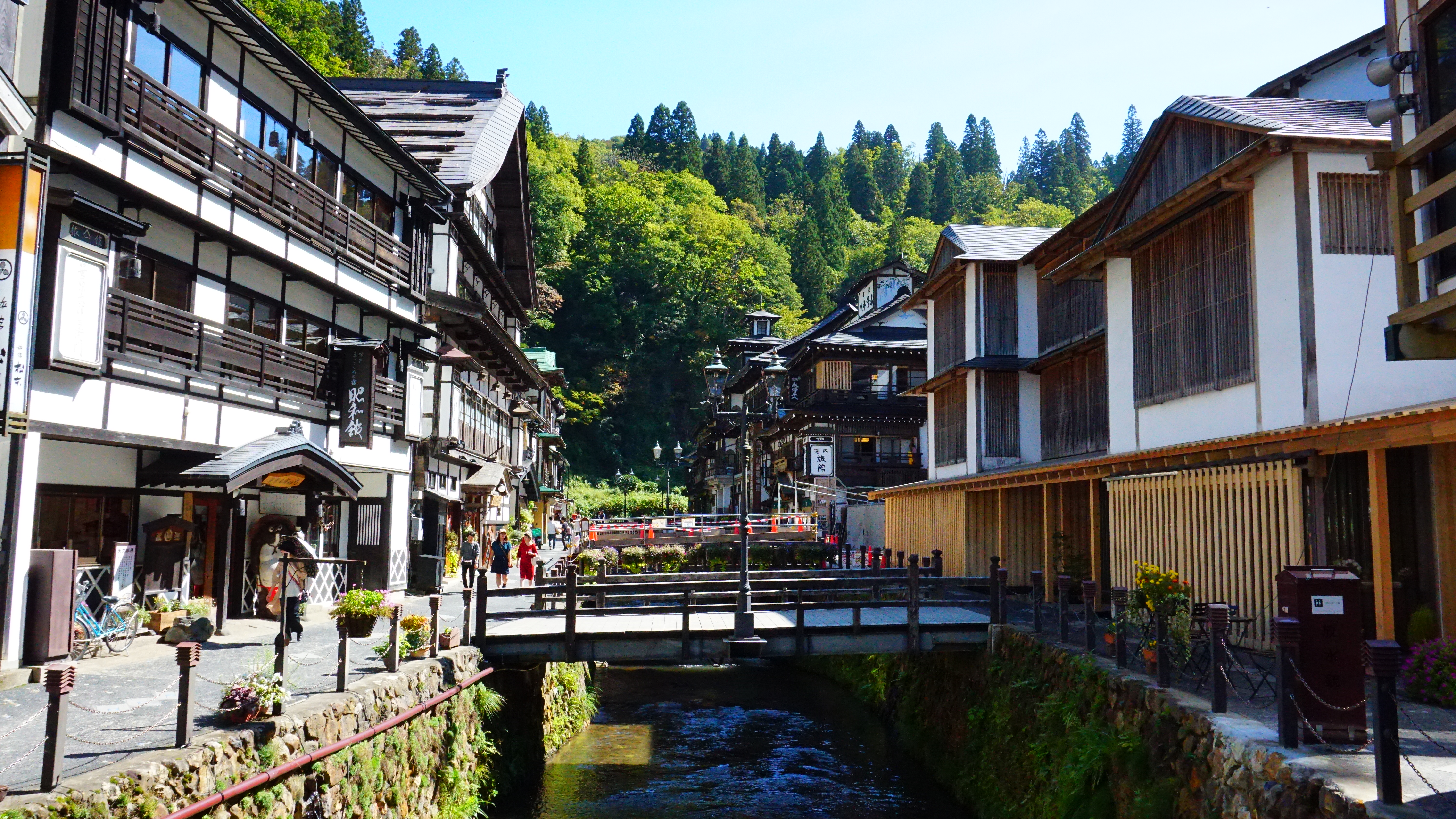
銀山温泉
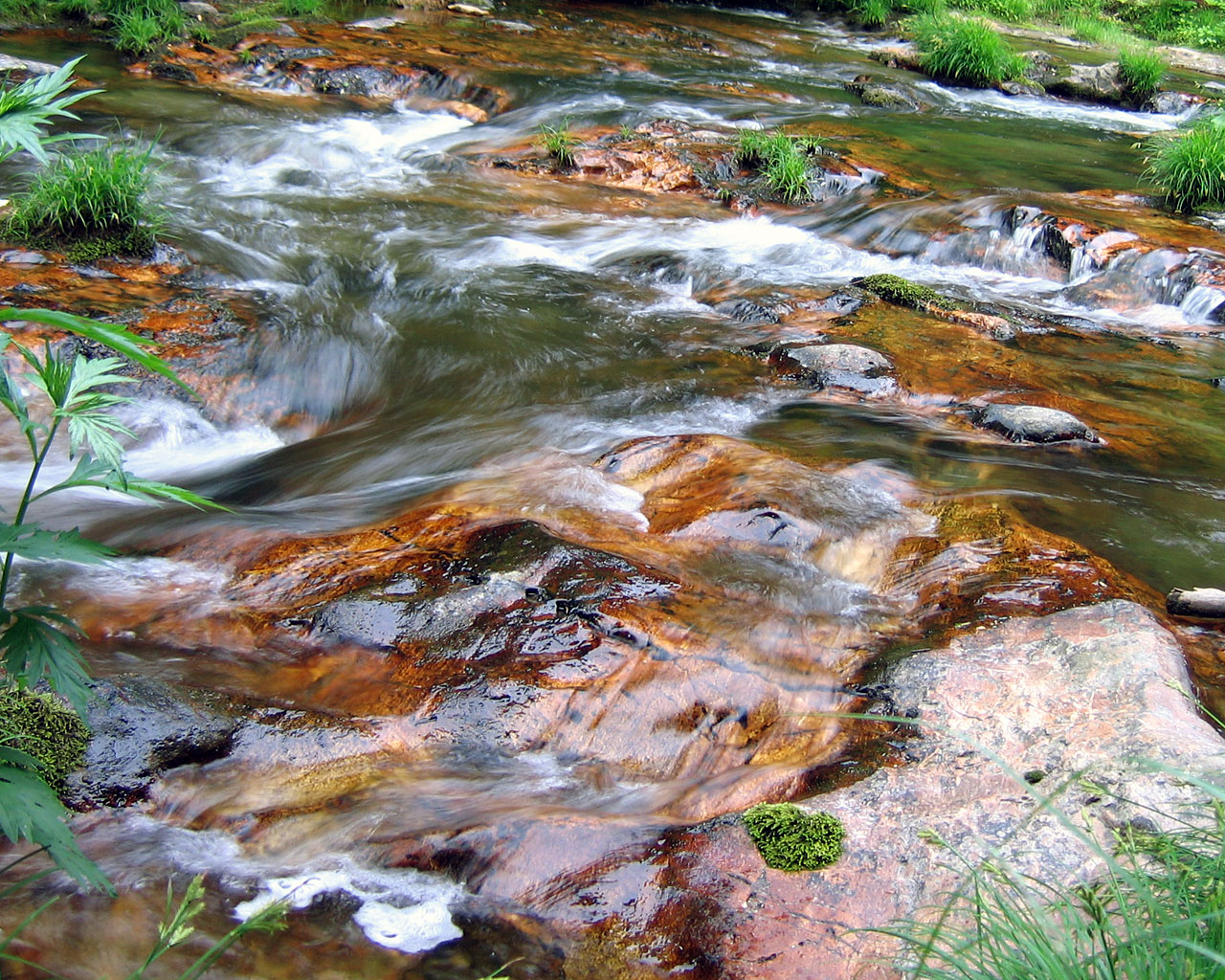
銀山川の流れ